# Fruczak bujankowiec

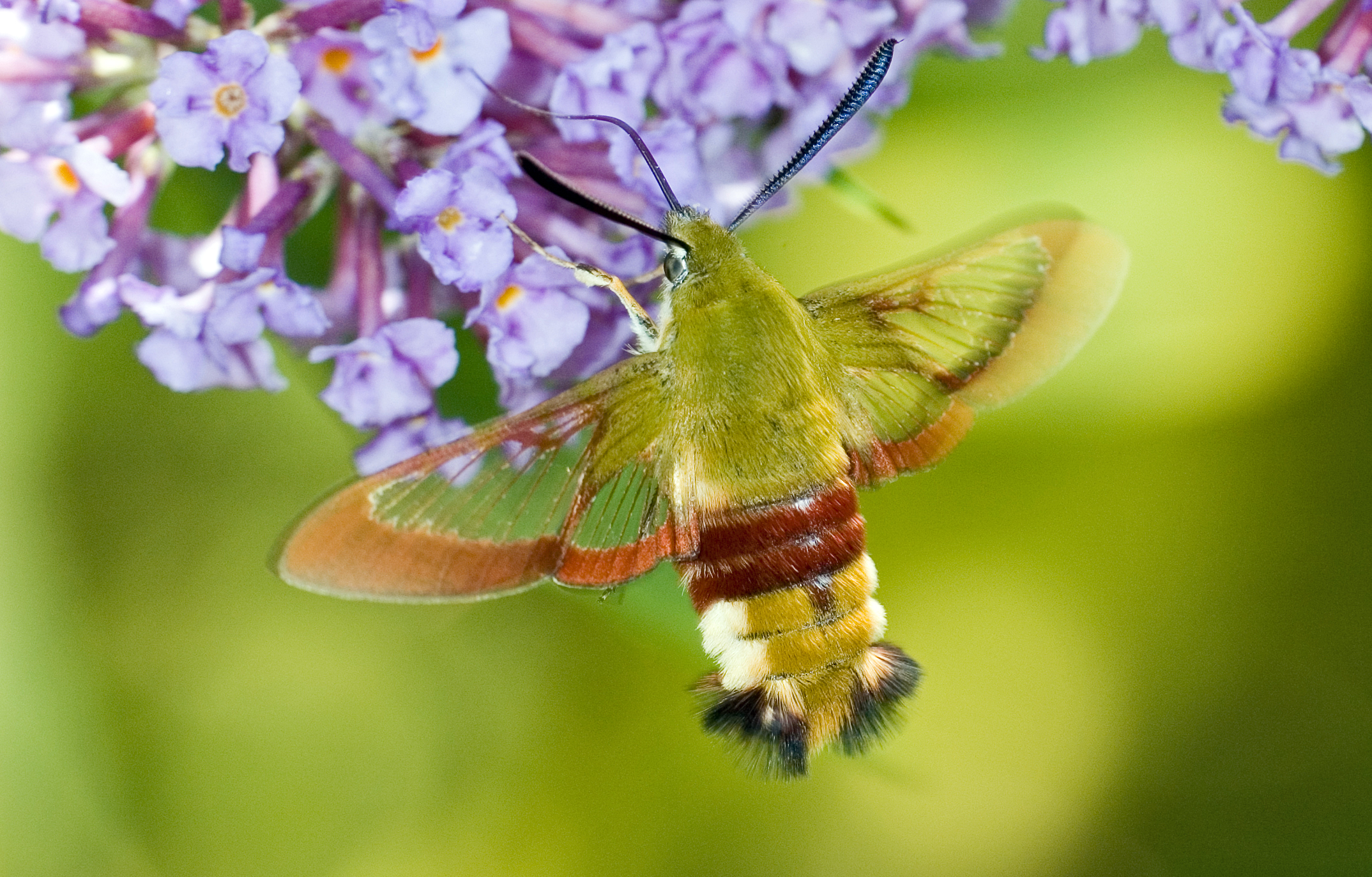
Fruczak bujankowiec

Fruczak bujankowiec (Hemaris fuciformis) - gatunek motyla z rodziny zawisakowatych. Jeden z dwóch gatunków zawisakowatych, obok fruczaka trutniowca (Hemaris tityus), o przezroczystych skrzydłach. Fruczak trutniowiec nie posiada jednak czerwonych pasków na odwłoku, a obwódki na jego skrzydłach są bardziej brązowe (bardziej czerwonawe lub wiśniowe u bujankowca). Fruczak trutniowiec jest również masywniejszy i bardziej okrągły.

## Morfologia
Fruczak bujankowiec z wyglądu i lotu przypomina trzmiela, za sprawą przezroczystych skrzydeł z czerwonawo wiśniowym szerokim skrajem i oliwkowozieloną nasadą. Jest to powszechne wśród owadów zjawisko mimikry, czyli morfologiczne upodabnianie się jednych zwierząt (często niegroźnych) do innych (zwłaszcza jadowitych, żądlących, itp.). Fruczak przypominając ubarwieniem trzmiela wyposażonego w żądło, odstrasza swoim wyglądem potencjalnych wrogów.
Czułki czarne. Tułów oliwkowozielony, bardzo gęsto owłosiony, cały motyl sprawia wrażenie puszystego. Odwłok oddzielony od tułowia wiśniową przepaską. Dalej ciemnoczerwona plamka, widoczne jasnożółte pęczki włosków po bokach, dalej pęczki są czerwone. Rozpiętość skrzydeł wynosi 3,8-4,8 cm

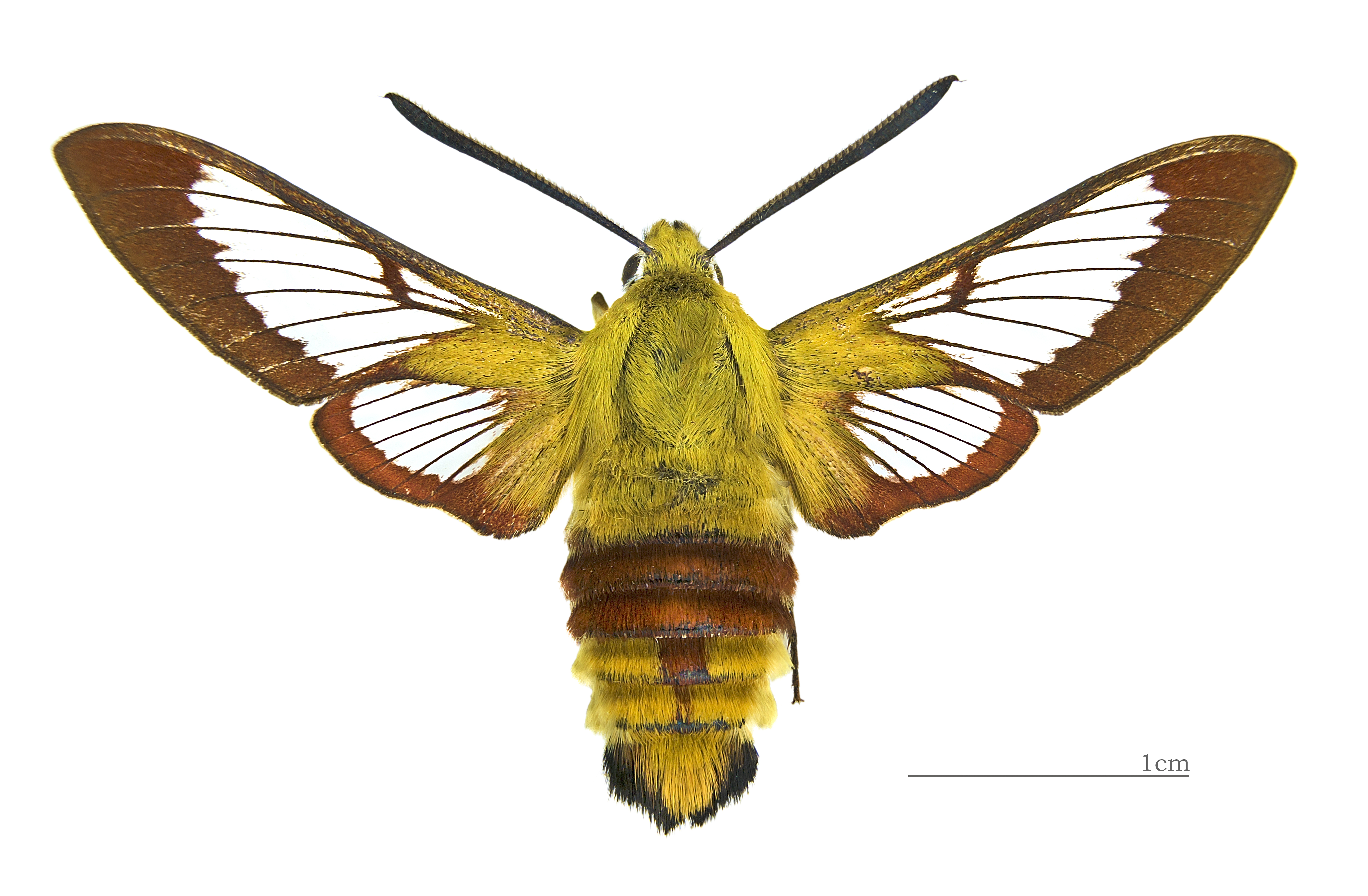
♂
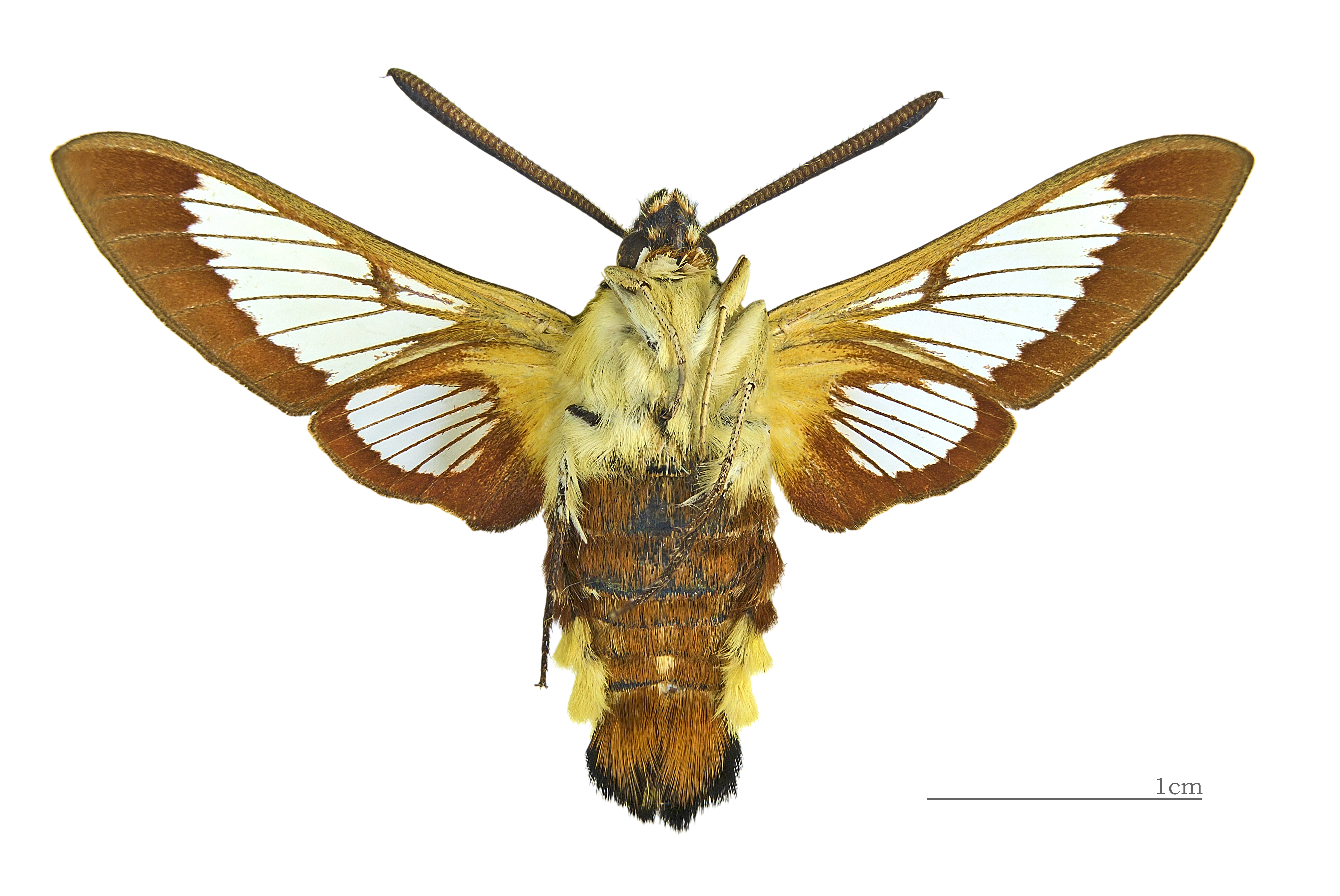
♂ △
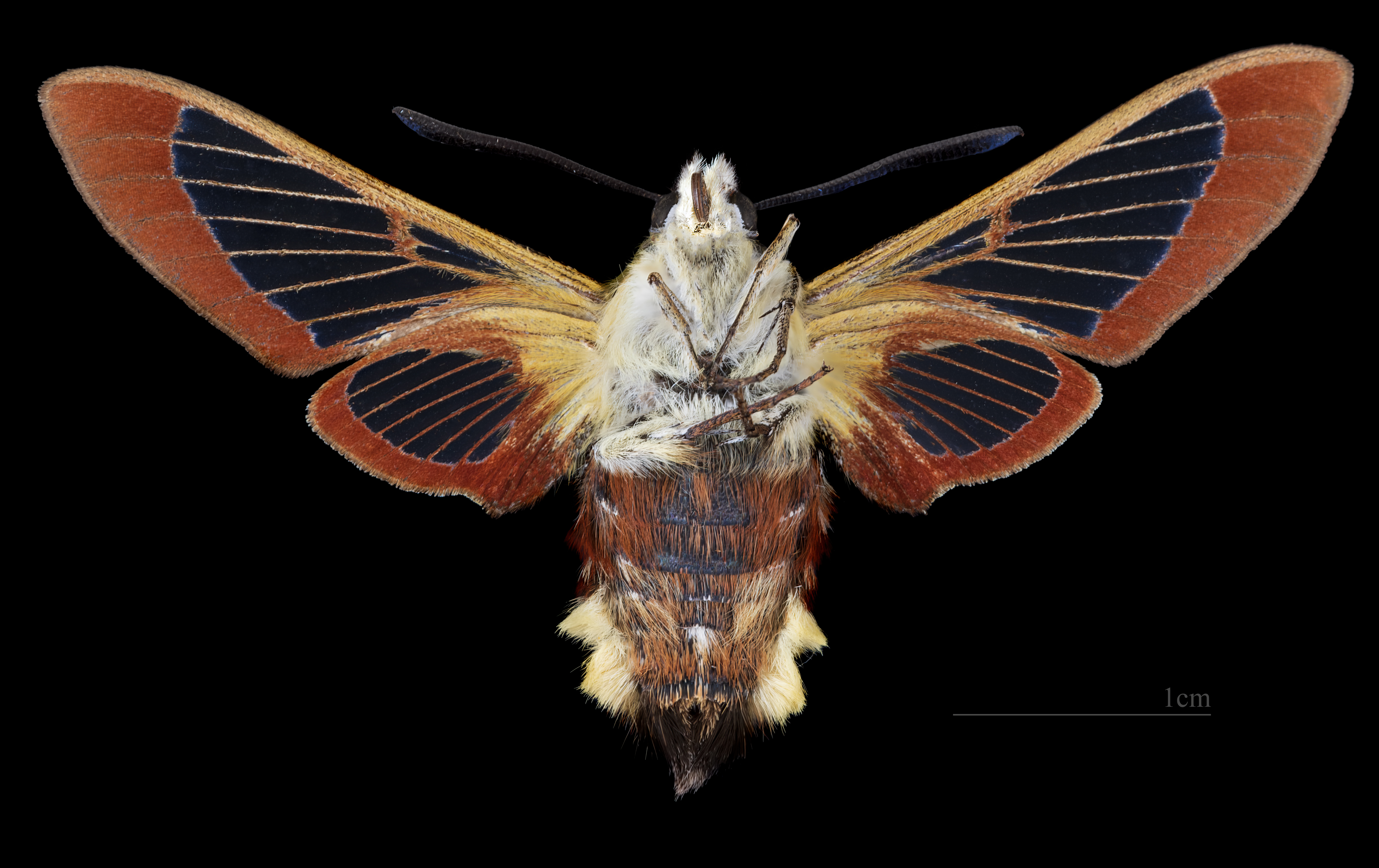
♀
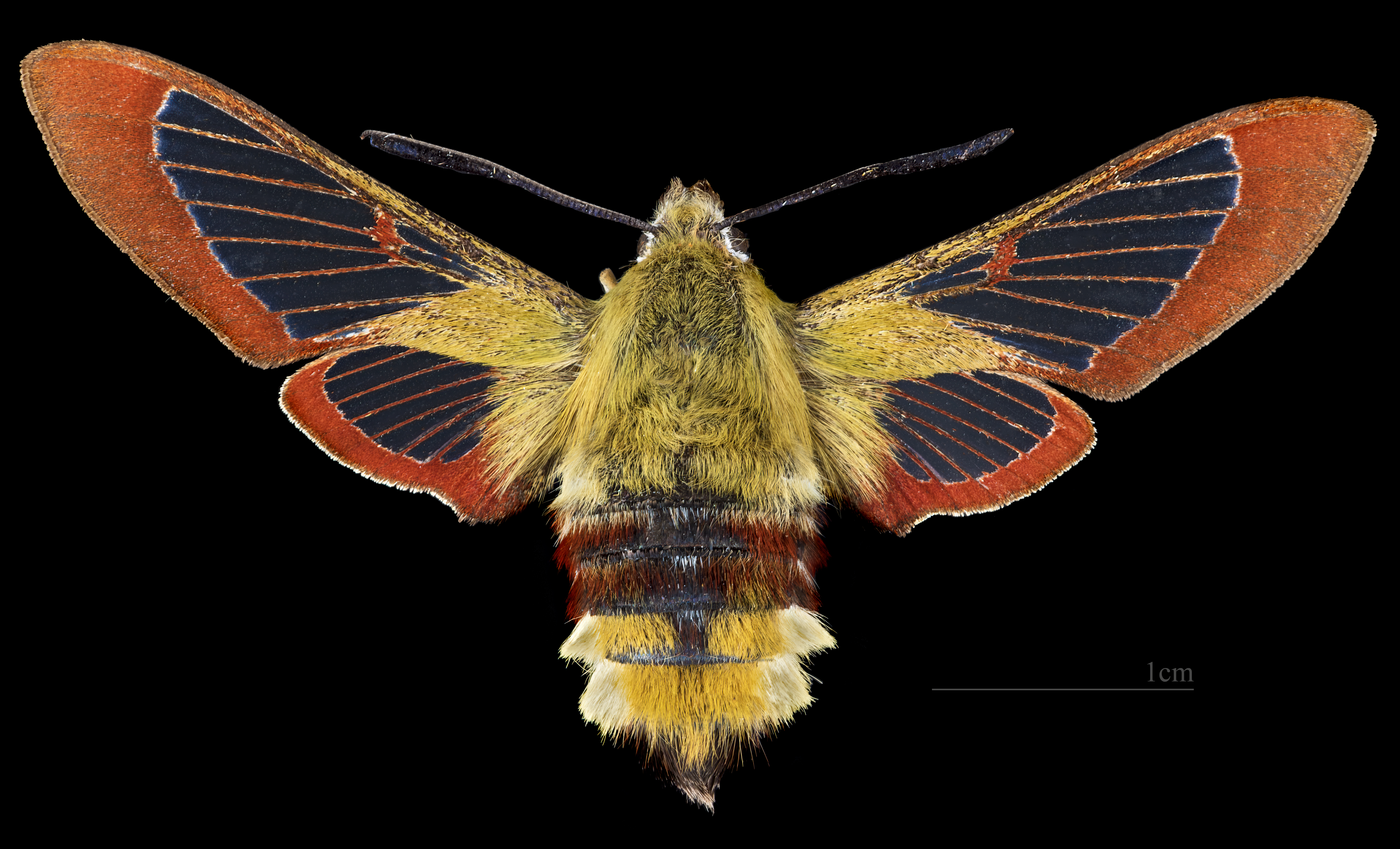
♀ △

## Występowanie
Występuje w Europie, Azji i Afryce. Choć wiele źródeł podaje go jako bardzo rzadkiego lub  wymarłego w wielu regionach Polski, w 2021 roku występuje w całym kraju, dość rzadko, ale lokalnie licznie. Nieraz podawany jako wymarły w Wielkopolsce, jest spotykany nawet w ogrodach w centrum Poznania. Można go spotkać na śródleśnych polanach, łąkach, zaroślach, zadrzewieniach pośród pól, miedzach, w ogrodach.

## Pokarm
Mimo że jest zaliczany do ciem, jest to motyl bardzo aktywny za dnia, łatwy do zaobserwowania w południe w ciepłe słoneczne dni. Jest to również motyl ciepłolubny, preferujący ciepłe siedliska. Okres lotu trwa od maja do sierpnia. Podobnie jak inne zawisaki, motyl ten pożywia się w locie, rzadko siada na kwiatach, najczęściej  tylko nad nimi zawisa i spija z nich nektar (podobnie jak kolibry – stąd zawisaki bywają potocznie nazywane polskimi kolibrami). Lata bardzo szybko (niektóre źródła podają nawet prędkość do 35-40 km/h) i bardzo zwinnie.
Gąsienice pojawiają się w czerwcu i lipcu. Żerują na wierzbownicy, wiciokrzewie, śnieguliczce, drakwi, przytulii. Dorosłe motyle żerują na kwiatach o dużych i głębokich kielichach np. naparstnice, surfinie, miodunki, dąbrówki, bluszczyk kurdybanek, cieciorka, cynia, czyściec, dalia, firletka, floks, fuksja, goździk, heliotrop, jaśmin, lantana, lawenda, lebiodka, lilak, lobelia, ostrogowiec, ostrożeń, ostróżka, pelargonia, petunia, pierwiosnek, szałwia, trojeść, tytoń, werbena, wiciokrzew, żmijowiec, żurawka. Jednak szczególnie lubią nektar budleji Davida, stąd zalatują często do ogrodów. Lubią nektar budlei do tego stopnia, że na krzewach tych są bardzo łatwe do obserwacji i fotografowania, choć są z reguły bardzo płochliwe i spłoszone odlatują natychmiast z niewiarygodną prędkością.

## Znaczenie i ochrona
Gatunek umieszczony na Czerwonej Liście Zwierząt z kategorią: wymierający. Nie podlega ochronie na podstawie Rozporządzenia Ministra Środowiska z dnia 16 grudnia 2016 r. w sprawie ochrony gatunkowej zwierząt (Dz.U. 2016 poz. 2183).